# Narodna knjižnica Srbije
Narodna knjižnica Srbije (srbsko Народна библиотека Србије, latinizirano: Narodna biblioteka Srbije, kratica NBS) je narodna knjižnica Srbije s sedežem v Beogradu. Je največja knjižnica in najstarejša nacionalna ustanova v Srbiji, ki je bila v zadnjih dveh stoletjih večkrat popolnoma uničena.

## Zgodovina
Knjižnica je bila ustanovljena leta 1832 v knjigarni knjigoveza, knjigarnarja, založnika in knjižničarja Grigorija Vozarovića. Začetni fond so sestavljala darila Vozarevića in drugih srbskih kulturnih delavcev. Za dan ustanovitve velja 28. februar 1832, ko je Dimitrije Davidović poslal pismo knezu Milošu Obrenoviću o ureditvi knjižnice. Novembra istega leta je knez Miloš ukazal, da se knjižnici odda po en izvod vsake tiskane knjige. Tako je bil vzpostavljen institut obveznega izvoda. Od leta 2002 knjižnica tako praznuje 28. februar kot svoj dan. Po raziskavi Dejana Ristića, objavljeni v knjigi Hiša negorljivih besed (Кућа несагоривих речи), je bila knjižnica ustanovljena 12. julija 1838 v Kragujevcu, naslednje leto pa so jo preselili v Beograd. Vzpon dela Narodne knjižnice se je začel leta 1853, ko je bil z ukazom kneza Aleksandra Karađorđevića uveden naziv državnega knjižničarja v rangu profesorja Velike šole.
V času, ko je bil knjižničar Janko Šafarik (1861–1869), so knjižnico preselili v Stavbo kapetana Miše in tam, v levem pritličnem traktu, je dočakala 1. svetovno vojno. Ob začetku 1. svetovne vojne so del dragocenejših, predvsem starih rokopisnih knjig evakuirali iz knjižnice in jih zapakirali na vlak. Preostale knjige in arhivi so postali vojni plen Nemčije in Bolgarije (kamor so jih odpeljali), del pa je ostal in propadel. Poleg knjig so v vojnem kaosu izginili trije najpomembnejši stari srbski rokopisi: »Nikoljski evangelij« (Никољско јеванђеље), »Zbornik popa Dragolja« (Зборник попа Драгоља) in »Prizrenski prepis Dušanovega zakonika« (Призренски препис Душановог законика). Del knjig je izginil in so jih kasneje vrnili, obstajajo pa knjige, ki jih še niso vrnili. »Nikoljski evangelij« sedaj hrani Mestna knjižnica Dublina. Zbornik popa Dragolja je leta 1969 Knjižnici vrnila Zvezna republika Nemčija. Prizrenski prepis hrani Narodni muzej Srbije.
Med 1. svetovno vojno so stavbo in zbirke knjižnice poškodovali bombardiranje, zato so manjši preostali fond zaradi zaščite preselili iz Beograda v Niš in Kragujevac. Poškodbe, izgube in pomanjkanje prostorov so znatno ovirali obnovo leta 1918 in naslednjih letih. Po vojni, po Zakonu o narodni knjižnici in Zakonu o tisku, oba iz leta 1919, je knjižnica postala osrednja državna knjižnica in pridobila pravico pridobivanja obveznega izvoda iz vse Kraljevine Jugoslavije. S prizadevanji Jovana N. Tomića, upravnika knjižnice med letoma 1903 in 1927, je bil del izvirne zbirke beograjske knjižnice repatriiran iz Sofije v Bolgariji.
Knjižnica je v vojni ostala brez svojih prostorov, zato so leta 1920 za njene potrebe odkupili tovarno in »Kartonažo Milana Vape« na Kosančićevem vencu. Zanjo so plačali 3.200.000 dinarjev, dela pa so se začela v začetku leta 1922. Tega leta je imela knjižnica 300.000 knjig, 1.195 starih rokopisov, 2.500 pisem in 300 inkunabul. Prostor je bil premajhen in vlažen, večina založnikov ni poslala svojih izdaj v registracijo, niti izvoda dela. Leta 1925 se je Narodna knjižnica preselila v to stavbo.
Stavba knjižnice na Kosančićevem vencu je bila zadeta 6. aprila 1941 med nemškim bombardiranjem Beograda, velik del knjižnega fonda pa se je tedaj uničil. Beograd je bil uradno razglašen za odprto mesto malo pred napadom na Jugoslavijo. Uničen je knjižni fond s približno 500.000 zvezki, neprecenljiva zbirka 1424 cirilskih rokopisov in listin (12.–17. stoletje), kartografska in grafična zbirka s 1500 primerki, zbirka s 4000 naslovi revij in 1800 naslovi časopisov ter kot bogata, pomembna in premalo proučena zbirka turških dokumentov o Srbiji, inkunabule in stare tiskane knjige ter celotna korespondenca pomembnih osebnosti kulturne in politične zgodovine Srbije in Jugoslavije (Lukijan Mušicki, Vuk Stefanović Karadžić, Đuro Daničić, Pavol Jozef Šafárik). Poleg tega so izginili vsi popisi in katalogi fondov. Celotna tiskana obstoječa nacionalna kulturna dediščina je tako rekoč izginila čez noč. Šele leta 1969 so dele te ukradene zbirke našli v Zvezni republiki Nemčiji in jih odkupili.
Iz stare rokopisne zbirke se je ohranil le en rokopis, ki je bil tedaj zunaj knjižnice. Nekateri rokopisi, ki jih hrani ali so jih hranili v Narodni knjižnici, so: Letopis Popa Dukljanina (beograjski rokopis) (Летопис Попа Дукљанина (београдски рукопис)), Nikoljski evangelij, Münchenski psalter (Минхенски псалтир), Cirilski Rampacetov abecednik iz leta 1597 (Ћирилични Рампацетов буквар, из 1597. године) in drugi. Najstarejši rokopis je Beograjska profetologija (Београдски паримејник) iz 13. stoletja.
Po osvoboditvi Beograda leta 1944 je v spremenjenih družbenih razmerah nastopilo obdobje intenzivne obnove izgubljenih zbirk in hitrega razvoja knjižnice. Aprila 1946 je knjižnica pridobila stavbo nekdanjega Hotela »Srpska kruna« na koncu Knez Mihailove ulice. V tej stavbi je sedaj od leta 1986 beograjska mestna knjižnica. Po 2. svetovni vojni so fond Narodne knjižnice znatno dopolnili z darili in zapuščinami, med donatorji so bili: Milan Rakić, Miloš Crnjanski, Desanka Maksimović, Tihomir Đorđević, Ljubica in Danica Janković, Ljubomir Micić, Ljubica Cuca Sokić in drugi. Po predanem delu zaposlenih v knjižnici je knjižnica ponovno odprla svoja vrata leta 1947.
Leta 1954, ob 150. obletnici prve srbske vstaje, so dovolili gradnjo nove stavbe Narodne knjižnice. Temeljni kamen za gradnjo nove namenske stavbe Narodne knjižnice Srbije so slovesno položili 20. oktobra 1966, dela na 24.000 kvadratnih metrov veliki stavbi pa so bila zaključena šest let pozneje, leta 1972. Selitev v novo stavbo se je začela maja 1972. Novo namensko stavbo Narodne knjižnice na Vračarju so uradno odprli 6. aprila 1973. Stavbo je zasnoval arhitekt Ivo Kurtović in velja za kulturni spomenik. Stavba si deli naravno dvignjeno planoto s Cerkvijo svetega Save, kot najvišjim vrhom tega dela Beograda. Prvi tuji državnik, ki je obiskal novo stavbo Narodne knjižnice, je bil kancler Zvezne republike Nemčije Willy Brandt, ki je bil na uradnem obisku v SFRJ od 15. do 19. aprila 1973. Ob tej priložnosti je knjižnici je podaril več knjig. Leta 1975 je slavni francoski pisatelj André Malraux knjižnici podaril rokopis svojega dela Obsidianova glava.
Do leta 2002 se je 6. april praznoval kot dan knjižnice, od tega leta pa je to 28. februar, datum, ko je bila leta 1832 ustanovljena Narodna knjižnica. Od leta 2013 je 28. februar tudi Nacionalni dan knjige. Od leta 2002 je 6. april Dan spomina na uničenje knjižnice v aprilski vojni.
Notranjost stavbe so več kot 3 leta obnavljali in jo uradno odprli 24. maja 2011. Prenova je zajela segmente: glavno vhodno avlo za uporabnike z razstavnimi prostori, stopnišče vhodne avle za uporabnike, sanitarije v pritličju in v nadstropju, kavarno s kuhinjo, atrij, glavno dvorano v etaži (tla, stropi, razsvetljava, informacijski pulti za uporabnike), vse čitalnice v etaži, službeni vhod v višini višjega pritličja, vežo in stopnice, stanovanje za tuje goste raziskovalce v nivoju spodnjega pritličja, popolno osvetlitev knjižnice in balkonov za uporabnike v nivoju glavne avle in etaž. Dela so se zavlekla, saj je bila knjižnica predvidena za začetek obratovanja 6. aprila tega leta. Dela so trajala od oktobra 2007 do maja 2011, država pa je zanje namenila 4,3 milijona evrov. Ob tej priložnosti je bilo obnovljenih 6.000 m² površin, preostalih 18.000 m², kjer so depoji s knjigami, pa niso obnovili. Septembra 2011 so odprli prenovljen prostor za uporabnike, ki je odprl svoja vrata številnim obstoječim in novim uporabnikom.
V letu 2014 so končali prenovo trezorja Oddelka za arheografijo in fototeke, ki hrani rokopise in stare tiskane knjige na 150 m² velikem prostoru.
Predvidena je izgradnja še enega podzemnega depoja v 4 nivojih.
Sedaj je Narodna knjižnica Srbije sodobna narodna knjižnica. Njeni cilji so: vključitev v svetovne informacijske tokove, prepoznavnost v svetovni družini nacionalnih knjižnic, pa tudi postati informacijski vir in gonilo razvoja srbske družbe.

### Branje knjig do leta 1914
Dragocen vir podatkov so letna poročila Narodne knjižnice Srbije o branosti knjig. Prvo je bilo objavljeno leta 1895 v Godišnjaku Srpske kraljeve akademije. Poročila iz leta v leto govorijo o številu bralcev, pa tudi o njihovi socialni strukturi. Na podlagi teh podatkov je mogoče rekonstruirati socialno pripadnost bralcev, pa tudi pregled kulturnih potreb. V posebnih sklopih so knjige razvrščene po žanrih, znanstveni in zabavni literaturi, kar je omogočilo spremljanje branosti domače književnosti v primerjavi s tujo. Seznami, narejeni tik pred 1. svetovno vojno, omogočajo da se dobi slika o priljubljenosti določenih piscev in del. V obdobju med letoma 1895 in 1900 je knjižnico obiskalo malo bralcev. Leta 1898 je bilo 794 bralcev, leta 1900 pa je bila knjižnica čez poletje tri mesece zaprta, nato pa so zabeležili upad števila obiskovalcev. Prišli so predvsem dijaki in študenti, ki so vzeli literaturo za potrebe svojega izobraževanja in šolanja. Njihovi profesorji so Knjižnico obiskali trikrat manj. Tudi znanstvena literatura je prevladovala nad zabavno. Od leta 1901 je Narodna knjižnica začela pripravljati podrobnejša letna poročila. Spremenila se je tudi struktura zahtevanih publikacij. Od 9.923 reverzov je bilo zahtevanih 16.497 knjig, kar je 5.000 knjig več kot prejšnja leta. Za tretjino se je zmanjšalo tudi število zahtevane znanstvene literature. Od leta 1902 je statistika bolj podrobna. Bralne potrebe občanov so se spreminjale in število povpraševanj po knjigah je iz leta v leto naraščalo. Leta 1902 so brali srbske knjige (13.038), nemške (2.319) in francoske (1.583). Ruske knjige v tistem času niso bile posebno priljubljene, na kar kaže branje 470 izposojenih knjig. Najbolj brane knjige pa so bile Tolstojeve (423 reverzov), Hugojeve (409), de Maupassantove (134), Dumasa in Dumasa mlajšega. Izposojeni so bili tudi Shakespeare (199), Byron, Turgenjev itd.

## Sodelovanje
Knjižnica je 26. aprila 2012 podpisala Protokol o sodelovanju z Narodno in univerzitetno knjižnico Republike Srbske, ki je jamstvo za ohranitev edinstvenega srbskega duhovnega in kulturnega prostora. S protokolom je bilo določeno, da si bosta knjižnici podarili vse publikacije ter da bosta skupaj sodelovali v nacionalnih in mednarodnih projektih.

## Upravnica in upravniki
Upravnica in upravniki Narodne knjižnice so bili:
- Filip Nikolić (1853–1856)
- Đuro Daničić (1856–1859)
- Janko Šafarik (1861–1869)
- Stojan Novaković (1869–1874)
- Jovan Bošković (1875–1880)
- Nićifor Dučić (1880–1886)
- Milan Đakov Milićević (1886–)
- Dragiša Stanojević (1900)
- Stojan M. Protić (1900–1901)
- Ljubomir Jovanović (1901–1903)
- Jovan N. Tomić (1903–1927)
- Miloš Zečević (1927–1935)
- Dragoslav Ilić (1935–1941)
- Đorđe Radojčić (1941–1945)
- Dušan Z. Milačić (1945–1960)
- Čedomir Minderović (1960–1965)
- Milorad Panić Surep (1965–1968)
- Svetislav Đurić (1968–1977)
- Vladimir Depa Stevanović (1977–1979)
- Vaso Milinčevoć (1980–1983)
- Milan Milutinović (1983–1988)
- Milomir Petrović (1988–2001)
- Sreten Ugričić (2001–2012)
- Dejan Ristić (2012–2013)
- Svetlana Jančić (2013–2015)
- Laslo Blašković (2015–2021)[32]
- Vladimir Pištalo (2021–)